# (100310) 1995 HK3
(100310) 1995 HK3 es un asteroide perteneciente al cinturón de asteroides, descubierto el 26 de abril de 1995 por el equipo del Spacewatch desde el Observatorio Nacional de Kitt Peak, Arizona, Estados Unidos.

## Designación y nombre
Designado provisionalmente como 1995 HK3.

## Características orbitales
1995 HK3 está situado a una distancia media del Sol de 2,690 ua, pudiendo alejarse hasta 2,744 ua y acercarse hasta 2,636 ua. Su excentricidad es 0,020 y la inclinación orbital 3,023 grados. Emplea 1612 días en completar una órbita alrededor del Sol.

## Características físicas
La magnitud absoluta de 1995 HK3 es 16.